# Woolstone
Woolstone – wieś i civil parish w Anglii, w Oxfordshire, w dystrykcie Vale of White Horse. W 2011 roku civil parish liczyła 210 mieszkańców. Woolstone jest wspomniana w Domesday Book (1086) jako Olvricestone.